# Ropalidia latebalteata
Ropalidia latebalteata är en getingart som först beskrevs av Cameron 1902.  Ropalidia latebalteata ingår i släktet Ropalidia och familjen getingar. Inga underarter finns listade i Catalogue of Life.